# Příměří
Příměří je dohoda o klidu zbraní, tedy zastavení válečných akcí. Příměří neznamená konec války, tedy mír, ale může být uzavřeno pro zahájení mírových jednání. Může být uzavřeno na dobu určitou nebo i neurčitou a může mít jak globální (obecné příměří), tak lokální (místní příměří) platnost.

## Charakteristika
Z formálního hlediska je nelze považovat za ukončení války, může mu ale předcházet a je-li obecné a trvá-li až do okamžiku uzavření mírové smlouvy, může být považováno za faktický konec války.
Za příměří nelze označovat krátkodobé přerušení boje neboli zastavení palby (angl. truce), které se uskutečňuje prostřednictvím parlamentářů jen na určitém úseku válečné fronty. Činí se např. za účelem sebrání raněných nebo získání prostoru k vyjednávání o evakuaci daného prostoru. Příměřím není ani další možnost ukončení válečných operací, kapitulace, která je prostým vzdáním se všech vojenských sil nepříteli. Uzavřením příměří se vojáci žádné ze stran nestávají válečnými zajatci a jejich vojenský materiál kořistí druhé strany.
Místní příměří platí pouze pro určitou oblast nebo jen pro určitý druh ozbrojených sil, např. jen pro válečné loďstvo. Obecné příměří lze sjednat i na dobu neurčitou, vždy však pro celé válečné území a pro všechny vojenské jednotky. Zatímco místní příměří sjednávají velitelé příslušné oblasti, resp. druhu vojska, obecné příměří už může obsahovat kromě vojenských podmínek i politická ujednání a proto je uzavírají zmocněnci příslušných vlád (zmocněni k tomu ovšem mohou být i vojenští velitelé). Kromě zastavení palby jsou stanoveny další konkrétní povinnosti stran, např. výměna zajatců, stažení vojsk za určitou linii apod.